# Gro Marit Istad Kristiansen
Gro Marit Istad Kristiansen, född den 9 februari 1978 i Voss, är en norsk före detta skidskytt som tävlade mellan 1996 och 2006.
Istad Kristiansen vann totalt tre tävlingar i världscupen, två i sprint och en i masstart. Under säsongen 1998/1999 slutade hon tolva i den totala världscupen vilket var hennes bästa resultat.
I mästerskapsammanhang deltog Istad Kristiansen i två olympiska spel. (både 2002 i Salt Lake City och 2006 i Turin). Som bäst blev det tre 40:e platser. Bättre gick det vid världsmästerskapen där hon två gånger blev medaljör. Vid VM 2005 vann hon masstarten och vid VM 2004 var hon med i det norska stafettlag som vann.